# Antwain Barbour
Antwain La´Mar Barbour (Elizabethtown, Kentucky, 17 de junio de 1982) es un jugador de baloncesto estadounidense retirado.

## Perfil del jugador
Se trata de un polivalente y explosivo escolta capaz de actuar como base donde se desenvuelve perfectamente y también gracias a su físico lo puede hacer de alero. Normalmente juega de escolta que es de donde más daño puede hacer, su juego se basa fuertes y contundentes penetraciones y en ocasiones recurre al tiro de media y larga distancia. Antwain Barbour, ha sido galardonado numerosas veces como MVP de varias jornadas de la Addeco LEB y además posee el título de segundo máximo anotador de la categoría en la campaña 06/07 y el de máximo anotador en la 07/08. Cabe destacar algunas actuaciones que han catapultado a la gloria al de Kentucky como su famoso 57 de valoración, o sus más de 40 puntos en diversos partidos.

## Trayectoria deportiva
Temporada 2006 (UB La Palma)
Antwain tuvo como primera aventura foránea un solo partido en el Guaros de Larallego que abandono debido a una lesión. Su estreno en Europa le llegó en abril de 2006 de mano del Unión Baloncesto La Palma de la liga LEB para sustituir al alero americano Esteven Edwards, allí disputó tan solo 4 partidos en los cuales hizo unos promedios de 12,3 puntos, 2 rebotes y 2 asistencias que le sirvieron para fichar por el Tenerife Rural.
Temporada 2006/2007 (Tenerife Rural)
Esta temporada fue la primera que completó fuera de su país, comenzó asombrado al público asistente el día de su presentación ante el Melilla baloncesto, pero la pura realidad estaba por venir y es que el jugador sufrió una dura adaptación y eran muchos los rumores que sonaban sobre un posible corte, pero no fue así pues Rafa Sanz (entrenador) arriesgo y decidió confiar plenamente en él, confianza que le fue devuelta, pues Barbour fue de los mejores jugadores de la segunda vuelta, sino el mejor, haciendo grandes actuaciones que sirvieron para que su equipo consiguiera la salvación.
Temporada 2007/2008 (Tenerife Rural)
El verano de Barbour parecía que iba a estar muy movido, ya que su excelente fin de temporada había elevado mucho su cache y muchos lo veían incluso en la NBA donde equipos como LA.Clippers habían preguntado por él. Pero sorprendentemente Antwain renovó por un año su contrato, esto alegro tremendamente a todo el entorno blanquiazul, tanto que fue la imagen de la campaña de abonos del Tenerife Rural. Esta temporada parecía ser la temporada de la confirmación de Barbour como gran jugador, quizás no aumentó su nivel, pero lo que si hizo fue mantener el nivel del final de temporada 06/07 en el que era temido por los equipos rivales que ojeaban con atención los videos de Barbour buscando la manera de poder parar al alero.La extraordinaria temporada de Antwain Barbour junto a la buenísima temporada del resto del equipo sirvió para que el de Kentucky disputara los primeros play-off en Europa, lastima que se quedara a un paso del ascenso a la mejor competición del Viejo Continente, la ACB
Temporada 2008/2009 (Tenerife Rural/Erdemir)
Comenzaba una nueva temporada para Barbour, cuando por fin parecía que el americano se iría destino a la ACB, se volvía a hacer efectiva su renovación con el Tenerife Rural pocos días después de finalizar la temporada.
Al comienzo de la campaña, deslumbró como solía hacer a los aficionados del Tenerife marcándose unos partidos de lujo ante el Tau Cerámica en pretemporada. Ya en temporada regular, Antwain no hacia más que confirmar que iba sobrado en LEB Oro, muestra de esto los 50 puntos que le endoso al Lucentum Alicante (nuevo equipo ACB) y que además sirvieron para derrotar al conjunto alicantino.
Se llegaba a la mitad de temporada, y saltaba la noticia de que Barbour abandonaba el Tenerife Rural por problemas extradeportivos, los aficionados del Tenerife Rural se vinieron abajo con esta noticia, pues un jugador como el exterior de Kentucky con su compromiso y calidad era muy complicado de encontrar. Barbour acabó fichando por el Erdemir de Turquía, allí consiguió salvar al club turco del descenso y eso provocó que equipos del resto de Europa pusiera sus ojos en el, finalmente fue el Gipuzkoa Basket Club el que consiguió sus servicios.
Temporada 2009/2010 (Gipuzkoa Basket Club)
El 29 de junio de 2009 se confirma oficialmente que el jugador ficha por el Gipuzkoa Basket Club, equipo de San Sebastián que milita en la ACB, por fin podremos ver a este talentoso jugador en la mejor liga de Europa.

## Selección nacional
Barbour integró el equipo de baloncesto de su país que participó de la Universiada de 2001. 
En 2009 fue parte de la selección de baloncesto de Líbano que compitió en la Copa William Jones.

## Palmarés
- Selección Universitaria de Estados Unidos donde ganó la medalla de bronce en los Juegos Universitarios celebrados en Pekín.
- Participó en el all-star de la CBA 05/06.
- Segundo máximo anotador de la Addeco LEBOro 06/07.
- Máximo anotador de la Addeco LEBOro 07/08.
- Líder en robos de la Addeco LEB Oro 07/08.

## Estadísticas
| Año               | Equipo                   | PJ | PT | MPP  | %TC | %3P   | %TL   | RPP  | APP  | ROB | TPP | PPP   |
| ----------------- | ------------------------ | -- | -- | ---- | --- | ----- | ----- | ---- | ---- | --- | --- | ----- |
| NCAA 2002/2003    | Kentucky Wildcats        | 31 | .- | 12,4 | .-  | .-    | .-    | .-   | .-   | .-  | .-  | 3.4   |
| NCAA 2003/2004    | Kentucky Wildcats        | 31 | .- | 17,0 | .-  | .-    | .-    | .-   | .-   | .-  | .-  | 5.0   |
| ABA 2004/2004     | Kentucky Colonels        | 20 | .- | .-   | .-  | .-    | .-    | .-   | .-   | .-  | .-  | 26.5  |
| CBA 2005/2006     | Yakima Sun Kings         | 46 | .- | .-   | .-  | .-    | .-    | .-   | .-   | .-  | .-  | 20.4  |
| LEB 2006          | UB La Palma              | 4  | 3  | 21   | 50% | 33%   | 80%   | 2    | 0.5  | 2   | 0.3 | 12.25 |
| LEB 2006/2007     | Tenerife Rural           | 34 | 34 | 31   | 54% | 33%   | 60%   | 5    | 2.1  | 1.4 | 0.5 | 18.1  |
| LEB 2007/2008     | Tenerife Rural           | 39 | 39 | 30   | 51% | 37%   | 69%   | 3.6  | 2.6  | 1.9 | 0.3 | 19.4  |
| TBL 2009          | Erdemispor               | 18 |    |      |     |       |       | 4.28 | 2.33 |     |     | 18.28 |
| ACB 2009/2010     | Lagun Aro GBC            |    |    |      |     |       |       |      |      |     |     |       |
| TBL 2010          | Erdemir Zonguldak        | 18 |    |      |     |       |       |      |      |     |     |       |
| A1 Liga 2011-2012 | Cibona Zagreb            |    |    |      |     |       |       |      |      |     |     |       |
| LEGA 2012-2013    | Victoria Libertas Pesaro | 30 |    | 33.4 |     | 37.8% | 63.3% | 3.9  | 2.3  | 0.4 | 1.8 | 15.1  |
| 2013              | Mersin BB                |    |    |      |     |       |       |      |      |     |     |       |
| 2014              | King Wilki Morskie       |    |    |      |     |       |       |      |      |     |     |       |
| 2014-2015         | Mersin BB                |    |    |      |     |       |       |      |      |     |     |       |
| 2016              | Hoops Club               |    |    |      |     |       |       |      |      |     |     |       |